# Vetus Salina
Vetus Salina era un fortino romano di truppe ausiliarie che faceva parte della catena di postazioni militari presenti lungo il limes danubiano nel settore pannonico. Si trova in località Adony, a sud della capitale dell'Ungheria, Budapest, una volta fortezza legionaria e capitale della provincia romana di Pannonia inferiore (l'antica Aquincum).